# آفانازی نیکیتین

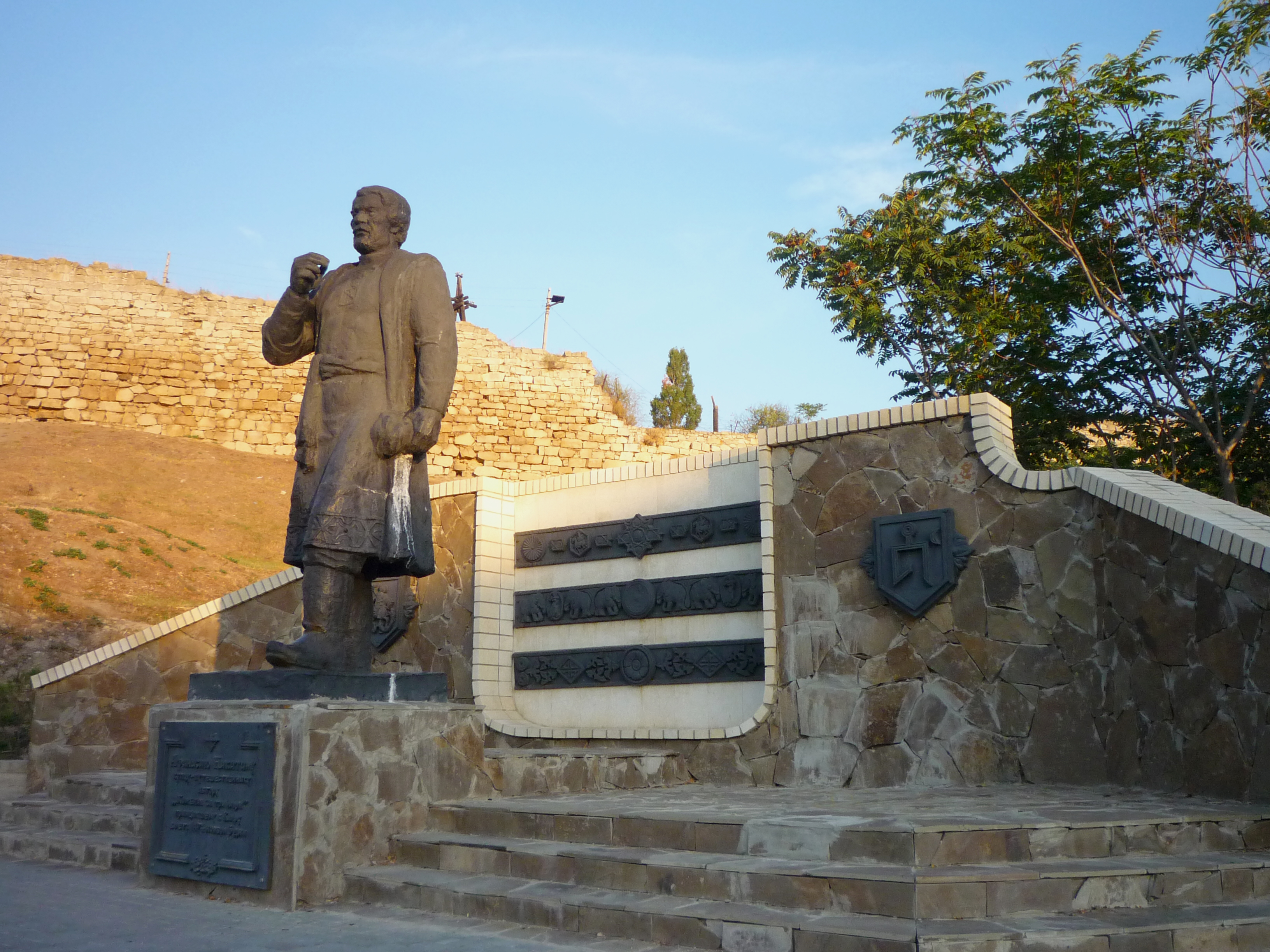
مجسمهٔ آفانازی نیکی‌تین در فئودوسیا - ۲۰۰۹

آفانازی نیکی‌تین (درگذشته در سال ۱۴۷۲) بازرگان اهل روسیه و یکی از نخستین اروپایی‌هایی بود که به هند سفر نمود و دیدار خود از این کشور را مستند کرد. او شرح سفر خود را در داستانی به نام سفر به دیگر سوی سه دریا گرد آورد.